# Buick Rendezvous
O Redezvous é um utilitário esportivo de porte médio-grande da Buick.